# Le plus grand cabaret du monde
Le plus grand cabaret du monde é um programa de televisão francês produzido pela Magic TV e apresentado por Patrick Sébastien.
É emitido pela cadeia televisiva France 2 aos sábados à noite, em horário nobre, e também pela cadeia TV5 Monde. O espectáculo é filmado na Euro Media France, em Bry-sur-Marne.
A primeira emissão do programa foi a 26 de Dezembro de 1998 e, desde então, tornou-se um dos maiores espectáculos televisivos de entretenimento do mundo.